# Opalenica
Opalenica is een stad in het Poolse woiwodschap Groot-Polen, gelegen in de powiat Nowotomyski. De oppervlakte bedraagt 6,42 km², het inwonertal 9077 (2005). 

## Verkeer en vervoer
Opalenica ligt langs de spoorlijn tussen Berlijn en Warschau, maar de doorgaande Intercity stopt hier niet. Reizigers moeten daarvoor gebruikmaken van een stoptrein uit bijvoorbeeld Poznań.
- Station Opalenica
- Station Opalenica Cukrownia
- Station Opalenica Kolonia
- Station Opalenica Wiatraki